# 9. Biathlon-Weltcup 2023/24 (Canmore)
Das Weltcupfinale der Biathlonsaison 2023/24 fand im Nordic Centre von Canmore in der kanadischen Provinz Alberta statt. Es ist das erste Mal seit der Saison 1993/94, dass das Saisonfinale in Canmore und damit außerhalb Europas abgehalten wurde. Die Rennen auf den Biathlon- und Skilanglaufstrecken der Olympischen Winterspiele 1988 wurden vom 11. bis 17. März 2024 ausgetragen.

## Wettkampfprogramm
| Datum        | Männer    | Männer               | Frauen    | Frauen                |
| ------------ | --------- | -------------------- | --------- | --------------------- |
| Do, 14.03.24 |           |                      | 17:40 Uhr | Sprint (7,5 km)       |
| Fr, 15.03.24 | 17:40 Uhr | Sprint (10 km)       |           |                       |
| Sa, 16.03.24 | 22:10 Uhr | Verfolgung (12,5 km) | 18:10 Uhr | Verfolgung (10 km)    |
| So, 17.03.24 | 22:20 Uhr | Massenstart (15 km)  | 18:10 Uhr | Massenstart (12,5 km) |

## Teilnehmende Nationen und Athleten
| Nation                 | Anzahl               | Athlet | Athletin |
| Europa (20 Nationen)   | Europa (20 Nationen) | Europa (20 Nationen) | Europa (20 Nationen) |
| ---------------------- | -------------------- | --- | --- |
| Belgien                | 3+2                  | Florent Claude, Thierry Langer, Marek Mackels | Eve Bouvard, Lotte Lie |
| Bulgarien              | 3+4                  | Wladimir Iliew, Anton Sinapow, Blagoj Todew | Lora Christowa, Walentina Dimitrowa, Daniela Kadewa, Marija Sdrawkowa                                                                                 |
| Deutschland            | 7+6                  | Benedikt Doll, Philipp Horn, Johannes Kühn, Philipp Nawrath, Roman Rees, Danilo Riethmüller, Justus Strelow                                                | Selina Grotian, Janina Hettich-Walz, Julia Kink, Johanna Puff, Sophia Schneider, Vanessa Voigt                                                        |
| Estland                | 4+4                  | Jakob Kulbin, Raido Ränkel, Kristo Siimer, Rene Zahkna | Regina Ermits, Susan Külm, Johanna Talihärm, Tuuli Tomingas                                                                                           |
| Finnland               | 4+4                  | Otto Invenius, Heikki Laitinen, Jaakko Ranta, Tero Seppälä                                                                                                 | Noora Kaisa Keränen, Venla Lehtonen, Sonja Leinamo, Suvi Minkkinen                                                                                    |
| Frankreich             | 6+6                  | Fabien Claude, Quentin Fillon Maillet, Antonin Guigonnat, Émilien Jacquelin, Oscar Lombardot, Éric Perrot                                                  | Justine Braisaz-Bouchet, Sophie Chauveau, Gilonne Guigonnat, Lou Jeanmonnot, Jeanne Richard, Julia Simon                                              |
| Italien                | 5+6                  | Didier Bionaz, Patrick Braunhofer, Tommaso Giacomel, Lukas Hofer, Elia Zeni                                                                                | Hannah Auchentaller, Michela Carrara, Samuela Comola, Rebecca Passler, Beatrice Trabucchi, Lisa Vittozzi                                              |
| Lettland               | 3+3                  | Renārs Birkentāls, Aleksandrs Patrijuks, Andrejs Rastorgujevs                                                                                              | Baiba Bendika, Sanita Buliņa, Annija Sabule |
| Litauen                | 4+3                  | Maksim Fomin, Tomas Kaukėnas, Jokūbas Mačkinė, Vytautas Strolia                                                                                            | Natalija Kočergina, Judita Traubaitė, Lidia Žurauskaitė                                                                                               |
| Norwegen               | 8+7                  | Johan-Olav Botn, Johannes Thingnes Bø, Tarjei Bø, Vetle Sjåstad Christiansen, Johannes Dale-Skjevdal, Sturla Holm Lægreid, Vebjørn Sørum, Endre Strømsheim | Juni Arnekleiv, Marthe Kråkstad Johansen, Emilie Ågheim Kalkenberg, Maren Kirkeeide, Karoline Offigstad Knotten, Ida Lien, Ingrid Landmark Tandrevold |
| Österreich             | 5+4                  | Simon Eder, Patrick Jakob, David Komatz, Magnus Oberhauser, Dominic Unterweger                                                                             | Anna Gandler, Lisa Hauser, Anna Juppe, Lea Rothschopf                                                                                                 |
| Polen                  | 4+4                  | Konrad Badacz, Jan Guńka, Kacper Guńka, Marcin Zawół | Joanna Jakieła, Anna Mąka, Natalia Sidorowicz, Kamila Żuk                                                                                             |
| Rumänien               | 4+3                  | George Buta, George Colțea, Cornel Puchianu, Dmitri Schamajew                                                                                              | Andreea Mezdrea, Anastassija Tolmatschowa, Jelena Tschirkowa                                                                                          |
| Schweden               | 6+6                  | Viktor Brandt, Anton Ivarsson, Peppe Femling, Jesper Nelin, Martin Ponsiluoma, Sebastian Samuelsson                                                        | Mona Brorsson, Anna-Karin Heijdenberg, Anna Magnusson, Stina Nilsson, Elvira Öberg, Hanna Öberg                                                       |
| Schweiz                | 5+5                  | Joscha Burkhalter, Jeremy Finello, Niklas Hartweg, Gion Stalder, Sebastian Stalder                                                                         | Amy Baserga, Aita Gasparin, Lena Häcki-Groß, Lea Meier, Susanna Meinen                                                                                |
| Slowakei               | 2+2                  | Damián Cesnek, Tomáš Sklenárik | Mária Remeňová, Zuzana Remeňová |
| Slowenien              | 4+4                  | Miha Dovžan, Jakov Fak, Lovro Planko, Toni Vidmar | Polona Klemenčič, Anamarija Lampič, Lena Repinc, Kaja Zorč                                                                                            |
| Tschechien             | 5+5                  | Vítězslav Hornig, Mikuláš Karlík, Michal Krčmář, Jonáš Mareček, Jakub Štvrtecký                                                                            | Lucie Charvátová, Markéta Davidová, Jessica Jislová, Kristýna Otcovská, Tereza Voborníková                                                            |
| Ukraine                | 5+5                  | Anton Dudtschenko, Taras Lessjuk, Witalij Mandsyn, Dmytro Pidrutschnyj, Artem Pryma                                                                        | Chrystyna Dmytrenko, Julija Dschyma, Anna Krywonos, Anastassija Merkuschyna, Iryna Petrenko                                                           |
| Vereinigtes Königreich | 1                    | Marcus Bolin Webb | |
| Amerika (2 Nationen)   |                      | | |
| Kanada                 | 4+4                  | Zachary Connelly, Christian Gow, Logan Pletz, Adam Runnalls                                                                                                | Emily Dickson, Emma Lunder, Nadia Moser, Benita Peiffer                                                                                               |
| Vereinigte Staaten     | 4+4                  | Vincent Bonacci, Jake Brown, Sean Doherty, Campbell Wright                                                                                                 | Kelsey Dickinson, Margie Freed, Deedra Irwin, Chloe Levins                                                                                            |
| Asien (2 Nationen)     |                      | | |
| Kasachstan             | 3+2                  | Ässet Düissenow, Wladislaw Kirejew, Alexander Muchin | Polina Jegorowa, Arina Krjukowa |
| Südkorea               | 2+3                  | Timofei Lapschin, Alexander Starodubez | Jekaterina Awwakumowa, Choi Yoo-nah, Ko Eun-jung |

## Ausgangslage
Im letzten Weltcup einer Saison werden immer, von den regulären Startplätzen unabhängig, zusätzliche Quotenplätze vergeben. Diese gelten für die Top 10 der Gesamtwertung des IBU-Cups (wer startet, entscheidet der Verband) und für die beiden erfolgreichsten Teilnehmer pro Geschlecht bei den Juniorenweltmeisterschaften. Da die letzten beiden Weltcups in Nordamerika stattfanden, war diese Regel von Seiten der IBU dahingehend geändert worden, dass an beiden Stationen von den Topnationen mehr als sechs Athleten nominiert werden durften. Die Punktbesten der Junioren-WM Isak Frey und Julia Tannheimer starteten allerdings aus unterschiedlichen Gründen nicht; während sich Tannheimer auf ihr Abitur konzentrierte, war Frey vom norwegischen Verband schlichtweg nicht nominiert worden, was auch zu Unverständnis einiger Seiten führte.
Als Weltcupgesamtführende gingen auch am letzten Wochenende Johannes Thingnes Bø und Ingrid Landmark Tandrevold an den Start.
Da schon der vorletzte Weltcup in Nordamerika stattfand, gab es in den Athletenaufgeboten keine Änderungen, Sophie Chauveau und Amy Baserga konnten im Gegenzug zu den Rennen von Soldier Hollow wieder starten. Tamara Steiner musste krankheitsbedingt absagen.

## Ergebnisse
| 9. Weltcup in Canmore, 11. bis 17. März 2024 | 9. Weltcup in Canmore, 11. bis 17. März 2024 | 9. Weltcup in Canmore, 11. bis 17. März 2024 | 9. Weltcup in Canmore, 11. bis 17. März 2024 | 9. Weltcup in Canmore, 11. bis 17. März 2024 |
| -------------------------------------------- | -------------------------------------------- | -------------------------------------------- | -------------------------------------------- | -------------------------------------------- |
| Datum                                        | Disziplin                                    | Erster Platz                                 | Zweiter Platz                                | Dritter Platz                                |
| 14. März 2024 (Do.)                          | Sprint (7,5 km)                              | Lisa Vittozzi                                | Lou Jeanmonnot                               | Lena Häcki-Groß                              |
| 15. März 2024 (Fr.)                          | Sprint (10 km)                               | Johannes Thingnes Bø                         | Tommaso Giacomel                             | Tarjei Bø                                    |
| 16. März 2024 (Sa.)                          | Verfolgung (10 km)                           | Lisa Vittozzi                                | Lou Jeanmonnot                               | Justine Braisaz-Bouchet                      |
| 16. März 2024 (Sa.)                          | Verfolgung (12,5 km)                         | Johannes Thingnes Bø                         | Sebastian Samuelsson                         | Éric Perrot                                  |
| 17. März 2024 (So.)                          | Massenstart (12,5 km)                        | Lou Jeanmonnot                               | Janina Hettich-Walz                          | Gilonne Guigonnat                            |
| 17. März 2024 (So.)                          | Massenstart (15 km)                          | Johannes Thingnes Bø                         | Johannes Dale-Skjevdal                       | Émilien Jacquelin                            |

## Verlauf

### Sprint

#### Frauen
Start: Donnerstag, 14. März 2024, 17:40 Uhr
| Platz | Sportler                | Zeit        | Schießfehler |
| ----- | ----------------------- | ----------- | ------------ |
| 1     | Lisa Vittozzi           | 19:38,2 min | 0+0          |
| 2     | Lou Jeanmonnot          | +5,5        | 0+0          |
| 3     | Lena Häcki-Groß         | +8,6        | 0+0          |
| 4     | Julia Simon             | +19,4       | 0+1          |
| 5     | Hanna Öberg             | +20,7       | 0+0          |
| 6     | Anna Gandler            | +27,7       | 0+1          |
| 7     | Janina Hettich-Walz     | +31,2       | 0+0          |
| 8     | Justine Braisaz-Bouchet | +31,6       | 1+0          |
| 9     | Anamarija Lampič        | +38,4       | 1+1          |
| 10    | Anna Magnusson          | +43,6       | 0+0          |
| 0     |                         |             |              |
| 13    | Samuela Comola          | +47,2       | 0+0          |
| 18    | Selina Grotian          | +1:03,7     | 0+1          |
| 20    | Sophia Schneider        | +1:09,7     | 1+0          |
| 21    | Beatrice Trabucchi      | +1:10,8     | 0+0          |
| 23    | Vanessa Voigt           | +1:13,0     | 0+2          |
| 27    | Michela Carrara         | +1:19,0     | 1+1          |
| 28    | Johanna Puff            | +1:34,7     | 1+0          |
| 30    | Lotte Lie               | +1:36,5     | 0+1          |
| 34    | Lisa Hauser             | +1:42,0     | 1+2          |
| 35    | Amy Baserga             | +1:43,2     | 0+1          |
| 39    | Aita Gasparin           | +1:55,1     | 0+2          |
| 40    | Lea Meier               | +1:57,4     | 0+0          |
| 45    | Lea Rothschopf          | +2:09,7     | 2+0          |
| 51    | Julia Kink              | +2:22,3     | 1+1          |
| 52    | Rebecca Passler         | +2:24,9     | 0+2          |
| 53    | Eve Bouvard             | +2:26,8     | 1+1          |
| 54    | Hannah Auchentaller     | +2:28,5     | 1+2          |
| 73    | Anna Juppe              | +3:09,8     | 2+3          |
| 78    | Susanna Meinen          | +3:26,8     | 2+2          |

Gemeldet: 97
Nicht am Start: 3
Nicht beendet:  Daniela Kadewa

#### Männer
Start: Freitag, 15. März 2024, 17:40 Uhr
| Platz | Sportler             | Zeit        | Schießfehler |
| ----- | -------------------- | ----------- | ------------ |
| 1     | Johannes Thingnes Bø | 23:37,0 min | 0+0          |
| 2     | Tommaso Giacomel     | +1:02,7     | 0+1          |
| 3     | Tarjei Bø            | +1:04,2     | 0+1          |
| 4     | Émilien Jacquelin    | +1:12,2     | 0+1          |
| 5     | Johan-Olav Botn      | +1:13,2     | 0+0          |
| 6     | Sebastian Samuelsson | +1:16,3     | 0+1          |
| 7     | Éric Perrot          | +1:20,4     | 0+0          |
| 7     | Johannes Kühn        | +1:20,4     | 0+1          |
| 9     | Danilo Riethmüller   | +1:22,4     | 0+1          |
| 10    | Dmytro Pidrutschnyj  | +1:28,5     | 0+0          |
| 0     |                      |             |              |
| 12    | Philipp Nawrath      | +1:49,1     | 0+3          |
| 13    | Lukas Hofer          | +1:51,5     | 1+2          |
| 16    | Justus Strelow       | +1:53,1     | 0+1          |
| 18    | Roman Rees           | +2:01,5     | 0+1          |
| 20    | Philipp Horn         | +2:07,8     | 2+1          |
| 23    | Benedikt Doll        | +2:25,6     | 2+2          |
| 24    | Elia Zeni            | +2:31,0     | 0+0          |
| 25    | Jeremy Finello       | +2:31,2     | 0+2          |
| 28    | Simon Eder           | +2:38,2     | 1+0          |
| 40    | David Komatz         | +2:56,3     | 0+0          |
| 42    | Didier Bionaz        | +2:58,1     | 2+2          |
| 48    | Dominic Unterweger   | +3:09,2     | 0+0          |
| 49    | Sebastian Stalder    | +3:10,1     | 1+1          |
| 53    | Patrick Braunhofer   | +3:14,9     | 0+1          |
| 55    | Florent Claude       | +3:18,9     | 2+0          |
| 59    | Joscha Burkhalter    | +3:27,0     | 1+1          |
| 71    | Niklas Hartweg       | +3:51,4     | 0+1          |
| 81    | Thierry Langer       | +4:50,2     | 1+2          |
| 84    | Patrick Jakob        | +4:57,6     | 1+1          |
| 91    | Marek Mackels        | +5:26,0     | 1+2          |
| 97    | Magnus Oberhauser    | +5:58,1     | 2+2          |
| 100   | Gion Stalder         | +6:41,1     | 3+2          |

Gemeldet und am Start: 101

### Verfolgung

#### Frauen
Start: Samstag, 16. März 2024, 18:10 Uhr
| Platz | Sportler                | Zeit        | Schießfehler |
| ----- | ----------------------- | ----------- | ------------ |
| 1     | Lisa Vittozzi           | 28:15,9 min | 0+0+0+1      |
| 2     | Lou Jeanmonnot          | +12,2       | 1+0+1+1      |
| 3     | Justine Braisaz-Bouchet | +19,4       | 2+1+0+0      |
| 4     | Julia Simon             | +1:03,2     | 0+0+1+2      |
| 5     | Gilonne Guigonnat       | +1:07,6     | 0+0+1+1      |
| 6     | Anna Gandler            | +1:13,4     | 1+1+1+0      |
| 7     | Hanna Öberg             | +1:15,9     | 1+0+1+2      |
| 8     | Markéta Davidová        | +1:16,5     | 0+0+2+1      |
| 9     | Janina Hettich-Walz     | +1:18,0     | 2+0+0+2      |
| 10    | Lena Häcki-Groß         | +1;18,4     | 1+1+2+2      |
| 11    | Selina Grotian          | +1:19,0     | 1+0+0+1      |
| 0     |                         |             |              |
| 13    | Beatrice Trabucchi      | +1:24,1     | 0+0+1+0      |
| 15    | Vanessa Voigt           | +1:42,4     | 0+0+1+1      |
| 16    | Sophia Schneider        | +1:44,6     | 0+0+1+2      |
| 17    | Lisa Hauser             | +1:48,6     | 0+0+0+1      |
| 21    | Aita Gasparin           | +2:17,0     | 0+0+0+1      |
| 29    | Lea Rothschopf          | +2:45,9     | 0+0+0+0      |
| 31    | Amy Baserga             | +2:53,7     | 0+0+0+2      |
| 32    | Johanna Puff            | +2:54,3     | 1+0+1+0      |
| 33    | Michela Carrara         | +2:58,2     | 0+0+2+1      |
| 35    | Samuela Comola          | +3:05,8     | 1+0+1+3      |
| 41    | Lea Meier               | +3:45,7     | 2+0+2+1      |
| 42    | Rebecca Passler         | +3:52,9     | 1+1+0+1      |
| 44    | Julia Kink              | +4:05,2     | 0+1+0+1      |
| 50    | Lotte Lie               | +4:53,6     | 1+0+2+1      |
| 57    | Hannah Auchentaller     | +6:22,4     | 1+1+2+2      |
| 58    | Eve Bouvard             | +7:26,1     | 3+1+1+2      |

Gemeldet: 60
Nicht am Start:  Karoline Offigstad Knotten
Überrundet:  Emma Lunder

#### Männer
Start: Samstag, 16. März 2024, 22:10 Uhr
| Platz | Sportler               | Zeit        | Schießfehler |
| ----- | ---------------------- | ----------- | ------------ |
| 1     | Johannes Thingnes Bø   | 34:38,0 min | 1+1+0+1      |
| 2     | Sebastian Samuelsson   | +11,2       | 0+0+1+0      |
| 3     | Éric Perrot            | +11,6       | 0+1+0+0      |
| 4     | Émilien Jacquelin      | +33,5       | 1+0+2+1      |
| 5     | Tarjei Bø              | +37,9       | 1+0+0+1      |
| 6     | Tommaso Giacomel       | +1:09,3     | 2+1+0+1      |
| 7     | Johan-Olav Botn        | +1:10,7     | 0+0+1+1      |
| 8     | Tero Seppälä           | +1:45,0     | 0+1+1+0      |
| 9     | Quentin Fillon Maillet | +1:57,1     | 1+1+2+0      |
| 10    | Fabien Claude          | +1:59,5     | 0+0+0+0      |
| 11    | Philipp Nawrath        | +2:01,5     | 0+0+1+0      |
| 0     |                        |             |              |
| 13    | Lukas Hofer            | +2:13,3     | 0+0+2+0      |
| 15    | Justus Strelow         | +2:15,1     | 0+0+0+0      |
| 17    | Philipp Horn           | +2:24,5     | 0+0+2+0      |
| 20    | Simon Eder             | +2:46,8     | 0+0+2+0      |
| 21    | Florent Claude         | +2:50,7     | 0+0+0+0      |
| 22    | Jeremy Finello         | +2:56,4     | 0+1+2+1      |
| 23    | Danilo Riethmüller     | +2:59,2     | 0+1+0+1      |
| 26    | Benedikt Doll          | +3:10,4     | 0+0+2+1      |
| 28    | Johannes Kühn          | +3:21,5     | 1+0+1+3      |
| 29    | Roman Rees             | +3:22,8     | 1+0+1+0      |
| 30    | Patrick Braunhofer     | +3:27,0     | 0+0+1+0      |
| 33    | Sebastian Stalder      | +3:48,7     | 1+1+0+1      |
| 34    | Didier Bionaz          | +4:05,9     | 1+1+1+2      |
| 35    | David Komatz           | +4:10,1     | 1+1+1+0      |
| 37    | Dominic Unterweger     | +4:28,7     | 1+1+0+1      |
| 51    | Joscha Burkhalter      | +5:57,0     | 2+2+2+1      |
| 54    | Elia Zeni              | +6:31,5     | 1+1+2+2      |

Gemeldet: 60
Nicht am Start: 2
Nicht beendet: 2

### Massenstart

#### Frauen
Start: Sonntag, 17. März 2024, 18:10 Uhr
| Platz | Sportler                   | Zeit        | Schießfehler |
| ----- | -------------------------- | ----------- | ------------ |
| 1     | Lou Jeanmonnot             | 32:55,0 min | 0+0+0+1      |
| 2     | Janina Hettich-Walz        | +11,9       | 0+0+0+1      |
| 3     | Gilonne Guigonnat          | +15,8       | 0+0+0+0      |
| 4     | Justine Braisaz-Bouchet    | +22,1       | 1+1+1+1      |
| 5     | Anna Gandler               | +25,6       | 0+0+1+0      |
| 6     | Hanna Öberg                | +31,2       | 0+1+0+1      |
| 7     | Julia Simon                | +41,5       | 0+0+2+1      |
| 8     | Ingrid Landmark Tandrevold | +50,2       | 1+0+1+1      |
| 9     | Amy Baserga                | +58,9       | 0+0+1+0      |
| 10    | Lena Häcki-Groß            | +1:13,2     | 1+0+1+2      |
| 11    | Vanessa Voigt              | +1:16,2     | 0+1+0+0      |
| 0     |                            |             |              |
| 13    | Beatrice Trabucchi         | +1:21,1     | 0+0+0+0      |
| 14    | Selina Grotian             | +1:25,2     | 1+0+2+0      |
| 17    | Sophia Schneider           | +1:33,8     | 2+0+2+0      |
| 21    | Lisa Vittozzi              | +1:54,6     | 2+0+1+2      |
| 25    | Lotte Lie                  | +2:31,1     | 0+1+1+1      |

Gemeldet und am Start: 30

#### Männer
Start: Sonntag, 17. März 2024, 22:20 Uhr
| Platz | Sportler                   | Zeit        | Schießfehler |
| ----- | -------------------------- | ----------- | ------------ |
| 1     | Johannes Thingnes Bø       | 36:03,4 min | 0+0+0+1      |
| 2     | Johannes Dale-Skjevdal     | +44,5       | 2+0+0+0      |
| 3     | Émilien Jacquelin          | +1:07,2     | 1+1+1+0      |
| 4     | Tommaso Giacomel           | +1:15,1     | 1+1+1+1      |
| 5     | Tarjei Bø                  | +1:19,9     | 1+2+0+1      |
| 6     | Martin Ponsiluoma          | +1:23,8     | 2+1+0+1      |
| 7     | Quentin Fillon Maillet     | +1:31,4     | 0+1+2+0      |
| 8     | Vetle Sjåstad Christiansen | +1:33,4     | 1+0+1+1      |
| 9     | Andrejs Rastorgujevs       | +1:41,8     | 0+1+2+0      |
| 10    | Lukas Hofer                | +1:53,9     | 1+0+1+1      |
| 11    | Didier Bionaz              | +1:53,9     | 0+1+0+0      |
| 12    | Sebastian Stalder          | +1:59,9     | 0+0+1+0      |
| 13    | Justus Strelow             | +2:04,5     | 1+0+0+0      |
| 0     |                            |             |              |
| 15    | Philipp Nawrath            | +2:14,4     | 1+0+1+1      |
| 18    | Florent Claude             | +2:53,8     | 0+2+0+1      |
| 23    | Philipp Horn               | +3:11,7     | 0+1+2+2      |
| 24    | Johannes Kühn              | +3:27,6     | 1+1+2+2      |
| 25    | Roman Rees                 | +3:29,2     | 1+0+1+1      |
| 26    | Danilo Riethmüller         | +3:33,2     | 1+1+2+2      |
| 27    | Benedikt Doll              | +3:41,8     | 0+0+4+2      |

Gemeldet und am Start: 30

## Auswirkungen

### Auf den Gesamtweltcup
Als Folge der sehr knappen und spannenden Wettkämpfe in Canmore gab es noch einige Bewegung in den Weltranglisten, speziell im Damenfeld. Während sich Johannes Bø mit recht deutlichem Abstand vor seinem Bruder seinen fünften Gesamtweltcuptriumph sicherte, war es bei den Frauen Lisa Vittozzi, die, nachdem sie im Winter 2018/19 noch knapp den zweiten Rang belegt hatte, zum ersten Mal die große Kristallkugel für sich entschied. Lou Jeanmonnot schob sich noch bis auf den zweiten Rang und verdrängte die bis zum Sprint im gelben Trikot laufende Ingrid Landmark Tandrevold auf den dritten Platz.
Während des Wochenendes wurden alle bisher in den Top 10 geführten deutschen Athleten dort herausgestoßen. Johannes Kühn, Benedikt Doll, Justus Strelow und Philipp Nawrath belegten hintereinander die Ränge 12 bis 15 und landeten damit deutlich hinter dem besten Italiener Tommaso Giacomel, dessen Landsleute Bionaz und Hofer die Plätze 21 und 25 belegten. Als beste Schweizer lagen Sebastian Stalder und Niklas Hartweg auf den Rängen 19 und 32. Weitere Athleten unter den besten 30 waren Philipp Horn (20.), Florent Claude als bester Belgier (22.), Roman Rees (27.) und Simon Eder als bester der eher durchschnittlich überzeugenden österreichischen Mannschaft (30.).
Bei den Damen schlossen mit Häcki-Groß, Voigt und Hettich-Walz gleich drei deutschsprachige Athletinnen die Rangliste unter den besten Zehn ab, knapp dahinter folgte bereits Franziska Preuß als Elfte. Klar beste Österreicherin war in diesem Winter Anna Gandler, die den 19. Rang im Klassement belegte, Lisa Hauser wurde 33. Unter den besten 30 landeten weiterhin Amy Baserga (25.), Sophia Schneider (27.), Lotte Lie als beste Belgierin (28.) sowie Selina Grotian (29.); Aita Gasparin schloss die Saison als 31. ab.
| Rang | Name                       | Punkte | Siege | Verän- derung |
| ---- | -------------------------- | ------ | ----- | ------------- |
| 1    | Johannes Thingnes Bø       | 1262   | 8     |               |
| 2    | Tarjei Bø                  | 1080   | 1     |               |
| 3    | Johannes Dale-Skjevdal     | 949    | 1     |               |
| 4    | Sturla Holm Lægreid        | 862    | 2     |               |
| 5    | Vetle Sjåstad Christiansen | 817    | 2     |               |
| 6    | Émilien Jacquelin          | 712    | 0     |               |
| 7    | Endre Strømsheim           | 700    | 1     |               |
| 8    | Tommaso Giacomel           | 688    | 0     |               |
| 9    | Sebastian Samuelsson       | 671    | 1     |               |
| 10   | Martin Ponsiluoma          | 638    | 0     |               |

| Rang | Name                       | Punkte | Siege | Verän- derung |
| ---- | -------------------------- | ------ | ----- | ------------- |
| 1    | Lisa Vittozzi              | 1091   | 4     |               |
| 2    | Lou Jeanmonnot             | 1068   | 4     |               |
| 3    | Ingrid Landmark Tandrevold | 1044   | 3     |               |
| 4    | Justine Braisaz-Bouchet    | 1025   | 5     |               |
| 5    | Julia Simon                | 994    | 2     |               |
| 6    | Lena Häcki-Groß            | 853    | 2     |               |
| 7    | Elvira Öberg               | 829    | 1     |               |
| 8    | Vanessa Voigt              | 631    | 0     |               |
| 9    | Karoline Offigstad Knotten | 629    | 0     |               |
| 10   | Janina Hettich-Walz        | 543    | 0     |               |

### Auf den Sprintweltcup
Die Kristallkugel für den Sprintbewerb lag schon vor dem letzten Wettkampf ziemlich sicher in den Händen von Tarjei Bø. Der Routinier, der die Sprintwertung schon in seinem Triumphwinter 2010/11 gewann, lag am Ende 60 Punkte vor seinem Bruder sowie 82 Punkte vor Sturla Holm Lægreid. Dahinter reihten sich Benedikt Doll, Tommaso Giacomel, Philipp Nawrath (4. bis 6.) sowie Johannes Kühn (8.) ein. Unter den Top 20 befanden sich Strelow (13.), Horn (17.), Bionaz (18.) und als bester Schweizer Sebastian Stalder (19.), die besten Athleten der übrigen teils deutschsprachigen Nationen waren Florent Claude (23.) und Simon Eder (27.)
Bei den Damen sicherte sich Ingrid Landmark Tandrevold zum ersten Mal die Sprintwertung, am Ende hatte sie acht Punkte Vorsprung vor der dreifachen Sprintsiegerin Justine Braisaz-Bouchet. Dritte wurde Lisa Vittozzi. Nächstbeste deutschsprachige Sportlerinnen waren Lena Häcki-Groß (7.), Franziska Preuß (10.) und Janina Hettich-Walz (11.) sowie Vanessa Voigt (13.); Anna Gandler und Lotte Lie schlossen die Rangliste als jeweils beste ihres Landes als 19. und 20. ab.

### Auf den Verfolgungsweltcup
Die kleine Kristallkugel für den Verfolgungsweltcup ging bei den Herren ganz klar zu Johannes Thingnes Bø. Der Norweger, der vier der sieben Verfolger für sich entschied, siegte mit haushohem Vorsprung auf Johannes Dale-Skjevdal und Tarjei Bø. Tommaso Giacomel wurde Zehnter der Rangliste, ganze fünf Deutsche schlossen diese zwischen Platz 12 (Nawrath) und 18 (Horn) ab. Stalder, Claude und Eder wurden als jeweils beste für ihr Land 20., 21. und 28.
Deutlich knapper fiel die Entscheidung bei den Damen aus; Lisa Vittozzi hatte am Ende die Nase vorn und verdrängte Julia Simon, Lou Jeanmonnot und Justine Braisaz-Bouchet knapp auf die weiteren Ränge. Nicht überraschend waren Lena Häcki-Groß (7.), Vanessa Voigt (8.), Anna Gandler (17.) und Lotte Lie (37.) Beste ihrer Nationen, unter den besten Zwanzig klassierten sich zudem Franziska Preuß (11.) und Janina Hettich-Walz (12.).

### Auf den Massenstartweltcup
Trotz seines zweiten Ranges im Massenstart von Canmore musste Johannes Dale-Skjevdal die kleine Kristallkugel an Johannes Bø abgeben, da dieser mit seinem Sieg drei Punkte Vorsprung auf Dale-Skjevdal herauslief. Vetle Sjåstad Christiansen komplettierte das Podest. Beste Athleten für die (teilweise) deutschsprachigen Länder waren Benedikt Doll (9.), Tommaso Giacomel (13.), Sebastian Stalder (18.), Florent Claude (28.) und Simon Eder (37.), unter den besten Zwanzig befanden sich noch Strelow, Nawrath, Kühn und Bionaz.
Auch im Damenfeld gab es einen Führungswechsel in letzter Minute: Lou Jeanmonnot sicherte sich dank ihres Sieges die Massenstartwertung und damit ihre erste Individualkristallkugel, die bis dahin führende Julia Simon hatte nach ihrem siebten Rang elf Punkte Rückstand in der Rangliste. Das Podest komplettierte die Siegerin von Oslo, Lena Häcki-Groß. Beste Italienerin war Lisa Vittozzi auf dem sechsten Platz, unter den besten 20 klassierten sich zudem Janina Hettich-Walz (11.), Vanessa Voigt (12.) und Amy Baserga (19.). Anna Gandler und Lotte Lie schlossen die Rangliste als Beste ihrer Nationen auf den Plätzen 24 und 30 ab.

### Auf die Nationenwertung
Im Vergleich zum Vorjahr tauschten Italien und die Schweiz bei den Herren die Anzahl von sechs Startplätzen, Slowenien bekam im Wechsel mit der Ukraine wieder fünf Plätze. Bei den Damen bekam das polnische Team erstmals seit der Saison 2016/17 wieder einen fünften Startplatz.
| Rang | Name        | Punkte | Siege |
| ---- | ----------- | ------ | ----- |
| 01   | Norwegen    | 9375   | 14    |
| 02   | Deutschland | 8309   | 5     |
| 03   | Frankreich  | 8131   | 5     |
| 04   | Schweden    | 7593   | 2     |
| 05   | Italien     | 7546   | 0     |
| 06   | Schweiz     | 6388   | 0     |
| 07   | Österreich  | 6348   | 0     |
| 08   | Tschechien  | 6055   | 0     |
| 09   | Slowenien   | 6004   | 0     |
| 10   | Finnland    | 5770   | 0     |

| Rang | Name        | Punkte | Siege |
| ---- | ----------- | ------ | ----- |
| 01   | Frankreich  | 8719   | 12    |
| 02   | Norwegen    | 8376   | 8     |
| 03   | Schweden    | 8295   | 1     |
| 04   | Deutschland | 8058   | 1     |
| 05   | Italien     | 7380   | 3     |
| 06   | Schweiz     | 6852   | 1     |
| 07   | Tschechien  | 6726   | 0     |
| 08   | Österreich  | 6651   | 0     |
| 09   | Ukraine     | 6232   | 0     |
| 10   | Polen       | 5642   | 0     |

### Auf die U-25-Wertung
Für den jeweils besten Athleten unter 25 Jahren vergibt die IBU während und nach der Saison ein blaues Trikot.
| Rang | Name               | Punkte | Siege | Position im Gesamtweltcup |
| ---- | ------------------ | ------ | ----- | ------------------------- |
| 01   | Tommaso Giacomel   | 688    | 0     | 8                         |
| 02   | Éric Perrot        | 622    | 1     | 11                        |
| 03   | Didier Bionaz      | 348    | 0     | 21                        |
| 04   | Johan-Olav Botn    | 231    | 0     | 29                        |
| 05   | Campbell Wright    | 216    | 0     | 31                        |
| 06   | Niklas Hartweg     | 206    | 0     | 32                        |
| 07   | Otto Invenius      | 161    | 0     | 34                        |
| 08   | Danilo Riethmüller | 153    | 0     | 37                        |
| 09   | Lovro Planko       | 108    | 0     | 40                        |
| 10   | Anton Vidmar       | 064    | 0     | 47                        |

| Rang | Name                     | Punkte | Siege | Position im Gesamtweltcup |
| ---- | ------------------------ | ------ | ----- | ------------------------- |
| 01   | Elvira Öberg             | 829    | 1     | 7                         |
| 02   | Juni Arnekleiv           | 492    | 0     | 13                        |
| 03   | Tereza Voborníková       | 409    | 0     | 16                        |
| 04   | Anna Gandler             | 351    | 0     | 19                        |
| 05   | Sophie Chauveau          | 347    | 0     | 20                        |
| 06   | Amy Baserga              | 264    | 0     | 25                        |
| 07   | Selina Grotian           | 221    | 0     | 29                        |
| 08   | Marthe Kråkstad Johansen | 181    | 0     | 34                        |
| 09   | Jeanne Richard           | 157    | 0     | 39                        |
| 10   | Beatrice Trabucchi       | 095    | 0     | 46                        |